# Poolsneeuw

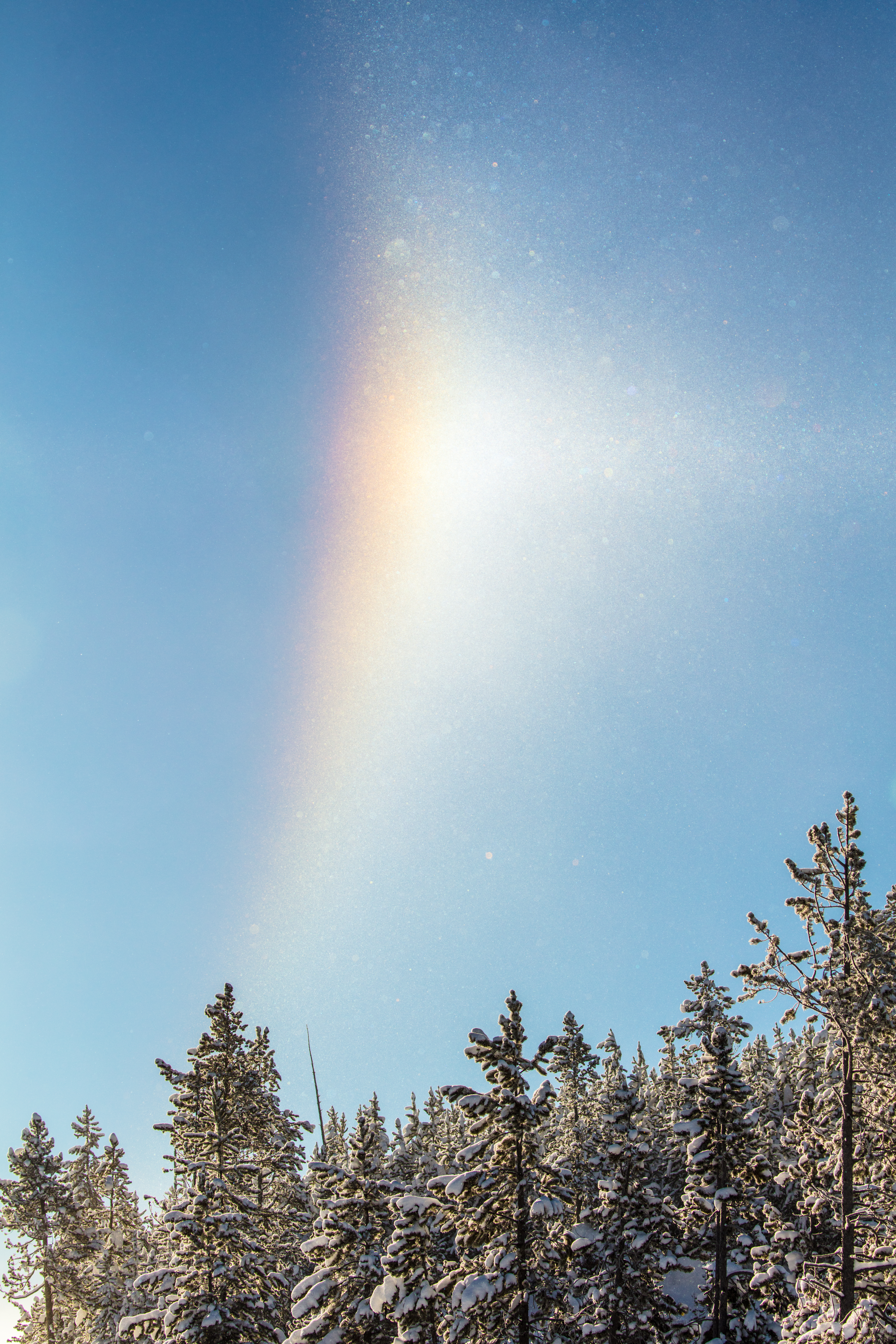
Parhelium en poolsneeuw.

Poolsneeuw is sneeuw in de vorm van ijsnaalden, die ontstaat in koude vochtige lucht zonder dat er wolken zijn. Men noemt dit weerfenomeen ook wel ijsnevel en men zegt ook wel "het zilvert".
In poolstreken komt het voor, maar ook in Nederland en België, hoewel zeer zelden. Het is in ieder geval in Nederland gerapporteerd in de winters van 1890, 1928-1929, 2009, 2010, 2012, 2013 en 2021.
Het is een verschijnsel dat ontstaat bij rustig winterweer, bij zeer lage temperaturen onder de -8 °C. De kristalvormige ijsnaaldjes of ijsplaatjes schitteren in het zonlicht en kunnen diverse optische verschijnselen, zoals halo's, veroorzaken. Om die reden wordt dit weerverschijnsel in het Engels diamond dust genoemd. Waarschijnlijk ontstaat poolsneeuw doordat waterdamp uit warmere, hogere luchtlagen wordt gebracht, waarna deze bevriest door een winterse inversie.